# Elezioni parlamentari in Australia del 2022
Le elezioni parlamentari in Australia del 2022 si sono tenute il 21 maggio per eleggere il 47° Parlamento federale; erano da rinnovare tutti i 151 seggi della Camera dei rappresentanti e 40 seggi su 76 del Senato).
La Coalizione in carica, guidata dal Primo ministro Scott Morrison e costituita dal Partito Liberale e dal Partito Nazionale, cercava una riconferma elettorale, ma è stata sconfitta, avendo subito molte perdite ed ottenuto la percentuale più bassa di seggi alla Camera dei rappresentanti sin dalle elezioni del 1946, dall'opposizione del Partito Laburista, guidato da Anthony Albanese. Hanno partecipato alle elezioni anche i Verdi, il Partito Australia Unita e One Nation.
Ciononostante, l’elezione rimase per molto tempo incerta, visto che, sebbene solo il Partito Laburista potesse realisticamente costituire un governo, non è stato subito chiaro questo avesse avuto la maggioranza assoluta alla Camera dei rappresentanti, con una conseguente differenza nel tipo di strategia politica da adottare. 
Tutti gli stati ed i territori, ad eccezione della Tasmania, hanno mostrato uno spostamento dei voti dalla Coalizione ai Laburisti, in maniera più forte nell'Australia Occidentale. Diversi ex-seggi considerati sicuri per la Coalizione nelle aree urbane e suburbane, inclusi molti che non erano detenuti da laburisti da decenni, sono stati ottenuti da indipendenti. I Verdi hanno ottenuto più di un seggio alla Camera per la prima volta nella loro storia, per via dell'incremento dei voti nel centro di Brisbane. In definitiva, dunque, pur essendo stato un risultato negativo per la Coalizione, il voto non ha portato ad una vittoria eclatante dei laburisti a causa del successo dei verdi e degli indipendenti.
A causa del fallimento elettorale, infine, Scott Morrison ha annunciato le sue dimissioni da leader liberale, mentre Albanese ha giurato come nuovo Primo ministro il 23 maggio 2022, appena due giorni dopo.

## Sistema elettorale

### Camera dei Rappresentanti
I membri della Camera dei Rappresentanti sono eletti con un sistema uninominale a ballottaggio istantaneo (anche detto Voto alternativo), che in Australia è noto come “voto preferenziale completo”. Ogni circoscrizione, quindi, elegge un solo membro.

### Senato
I senatori, invece, sono eletti con voto singolo trasferibile e rappresentanza proporzionale. Negli Stati, i senatori sono eletti da collegi plurinominali di sei membri ciascuno; nei Territori da collegi plurinominali di due membri ciascuno.

### Disposizioni generali e peculiarità
La registrazione nelle liste elettorali è obbligatoria per tutti i maggiorenni cittadini australiani. La mancata partecipazione al voto per ragioni "non valide" comporta una sanzione di circa 20A$ (circa 12€).
Particolarità del sistema è il conteggio delle schede, che avviene minimo due volte: una al seggio elettorale e, a partire dal lunedì sera dopo il giorno delle elezioni, nei centri di conteggio.

## Risultati

### Camera dei rappresentanti
| Partito Laburista Australiano                         | 4 776 030  | 32,58 | 77  |  |  |  |
| Partito Liberale d'Australia                          | 3 502 713  | 23,89 | 27  |  |  |  |
| Verdi Australiani                                     | 1 795 985  | 12,25 | 4   |  |  |  |
| Partito Nazionale Liberale del Queensland             | 1 172 515  | 8,00  | 21  |  |  |  |
| One Nation                                            | 727 464    | 4,96  | –   |  |  |  |
| United Australia Party                                | 604 536    | 4,12  | –   |  |  |  |
| Partito Nazionale d'Australia                         | 528 442    | 3,60  | 10  |  |  |  |
| Partito Liberal Democratico                           | 252 963    | 1,73  | –   |  |  |  |
| Animal Justice Party                                  | 87 451     | 0,60  | –   |  |  |  |
| Australian Federation Party                           | 57 555     | 0,39  | –   |  |  |  |
| Katter's Australian Party                             | 55 863     | 0,38  | 1   |  |  |  |
| Alleanza di Centro                                    | 36 500     | 0,25  | 1   |  |  |  |
| Partito dell'Australia Occidentale                    | 33 263     | 0,23  | –   |  |  |  |
| The Great Australian Party                            | 30 392     | 0,21  | –   |  |  |  |
| Country Liberal Party                                 | 29 664     | 0,20  | –   |  |  |  |
| Victorian Socialists                                  | 27 226     | 0,19  | –   |  |  |  |
| Informed Medical Options Party                        | 25 850     | 0,18  | –   |  |  |  |
| Jacqui Lambie Network                                 | 23 730     | 0,16  | –   |  |  |  |
| Cristiani Australiani                                 | 19 867     | 0,14  | –   |  |  |  |
| Partito dei Cacciatori, dei Pescatori e dei Contadini | 18 422     | 0,13  | –   |  |  |  |
| Altri <0,10%                                          | 76 442     | 0,52  | –   |  |  |  |
| Indipendenti                                          | 776 169    | 5,29  | 10  |  |  |  |
| Totale                                                | 14 659 042 | 100   | 151 |  |  |  |
|                                                       |            |       |     |  |  |  |
| Voti non validi                                       | 802 337    | 5,19  |     |  |  |  |
| Votanti                                               | 15 461 379 | 89,82 |     |  |  |  |
| Elettori                                              | 17 213 433 |       |     |  |  |  |

- Two-party-preferred vote

| Liste                                                 | Voti       | %     | Seggi |
| ----------------------------------------------------- | ---------- | ----- | ----- |
| Partito Laburista Australiano                         | 7 642 161  | 52,13 | 77    |
| Coalizione Liberale-Nazionale (LPA - LNP - NPA - CLP) | 7 016 881  | 47,87 | 58    |
| Totale                                                | 14 659 042 | 100   | 135   |

| Riepilogo dei seggi (+/- elezioni 2019) | Riepilogo dei seggi (+/- elezioni 2019) | Riepilogo dei seggi (+/- elezioni 2019) | Riepilogo dei seggi (+/- elezioni 2019) | Riepilogo dei seggi (+/- elezioni 2019) | Riepilogo dei seggi (+/- elezioni 2019) | Riepilogo dei seggi (+/- elezioni 2019) |
| --------------------------------------- | --------------------------------------- | --------------------------------------- | --------------------------------------- | --------------------------------------- | --------------------------------------- | --------------------------------------- |
|                                         |                                         |                                         |                                         |                                         |                                         |                                         |
| ALP                                     | 77                                      | ▲ 9                                     |                                         | AG                                      | 4                                       | ▲ 3                                     |
| IND                                     | 10                                      | ▲ 7                                     |                                         | CA                                      | 1                                       | ━                                       |
| KAP                                     | 1                                       | ━                                       |                                         | NPA                                     | 10                                      | ━                                       |
| LPA                                     | 27                                      | ▼ 17                                    |                                         | LNP                                     | 21                                      | ▼ 2                                     |

### Senato
| Partito Laburista Australiano                                 | 4 525 598  | 30,09 | 15  |  |  |  |
| Partito Liberale d'Australia/Partito Nazionale d'Australia    | 2 997 004  | 19,93 | 5   |  |  |  |
| Verdi Australiani                                             | 1 903 403  | 12,66 | 6   |  |  |  |
| Partito Nazionale Liberale del Queensland                     | 1 061 638  | 7,06  | 2   |  |  |  |
| Partito Liberale d'Australia                                  | 1 052 571  | 7,00  | 7   |  |  |  |
| One Nation                                                    | 644 744    | 4,29  | 1   |  |  |  |
| United Australia Party                                        | 520 520    | 3,46  | 1   |  |  |  |
| Legalise Cannabis Australia                                   | 501 421    | 3,33  | –   |  |  |  |
| Partito Liberal Democratico                                   | 340 132    | 2,26  | –   |  |  |  |
| Animal Justice Party                                          | 240 696    | 1,60  | –   |  |  |  |
| Partito dei Cacciatori, dei Pescatori e dei Contadini         | 147 737    | 0,98  | –   |  |  |  |
| The Great Australian Party                                    | 82 237     | 0,55  | –   |  |  |  |
| Sustainable Australia Party - Stop Overdevelopment/Corruption | 78 181     | 0,52  | –   |  |  |  |
| Reason Australia                                              | 74 223     | 0,49  | –   |  |  |  |
| Indigenous - Aboriginal Party of Australia                    | 71 811     | 0,48  | –   |  |  |  |
| Democratici Australiani                                       | 65 532     | 0,44  | –   |  |  |  |
| David Pocock                                                  | 60 406     | 0,40  | 1   |  |  |  |
| Derryn Hinch's Justice Party                                  | 54 366     | 0,36  | –   |  |  |  |
| FUSION                                                        | 51 676     | 0,34  | –   |  |  |  |
| Informed Medical Options Party                                | 48 830     | 0,32  | –   |  |  |  |
| Australian Values Party                                       | 41 351     | 0,27  | –   |  |  |  |
| Australian Federation Party                                   | 33 551     | 0,22  | –   |  |  |  |
| Cristiani Australiani                                         | 33 143     | 0,22  | –   |  |  |  |
| Country Liberal Party                                         | 32 846     | 0,22  | –   |  |  |  |
| Jacqui Lambie Network                                         | 31 203     | 0,21  | 1   |  |  |  |
| Partito dei Cittadini                                         | 29 799     | 0,20  | –   |  |  |  |
| Alleanza Socialista                                           | 28 057     | 0,19  | –   |  |  |  |
| Partito dell'Australia Occidentale                            | 26 555     | 0,18  | –   |  |  |  |
| Rex Patrick Team                                              | 23 425     | 0,16  | –   |  |  |  |
| Victorian Socialists                                          | 21 739     | 0,14  | –   |  |  |  |
| Federal ICAC Now                                              | 18 508     | 0,12  | –   |  |  |  |
| Altri <0,10%                                                  | 61 701     | 0,41  | –   |  |  |  |
| Indipendenti                                                  | 136 054    | 0,90  | –   |  |  |  |
| Totale                                                        | 15 040 658 | 100   | 100 |  |  |  |
|                                                               |            |       |     |  |  |  |
| Voti non validi                                               | 532 003    | 3,42  |     |  |  |  |
| Votanti                                                       | 15 572 661 | 90,47 |     |  |  |  |
| Elettori                                                      | 17 213 433 |       |     |  |  |  |

| Riepilogo dei seggi (+/- elezioni 2016/2019) | Riepilogo dei seggi (+/- elezioni 2016/2019) | Riepilogo dei seggi (+/- elezioni 2016/2019) | Riepilogo dei seggi (+/- elezioni 2016/2019) | Riepilogo dei seggi (+/- elezioni 2016/2019) | Riepilogo dei seggi (+/- elezioni 2016/2019) | Riepilogo dei seggi (+/- elezioni 2016/2019) |
| -------------------------------------------- | -------------------------------------------- | -------------------------------------------- | -------------------------------------------- | -------------------------------------------- | -------------------------------------------- | -------------------------------------------- |
|                                              |                                              |                                              |                                              |                                              |                                              |                                              |
| ALP                                          | 15                                           | ━                                            |                                              | AG                                           | 6                                            | ▲ 3                                          |
| NE                                           | 36                                           | ━                                            |                                              | ON                                           | 1                                            | ━                                            |
| UAP                                          | 1                                            | ━                                            |                                              | DP                                           | 1                                            | ▲ 1                                          |
| JLN                                          | 1                                            | ▲ 1                                          |                                              | PT                                           | 0                                            | ▼ 1                                          |
| CLP                                          | 1                                            | ━                                            |                                              | LNP                                          | 2                                            | ▼ 1                                          |
| LPA                                          | 7                                            | ▼ 1                                          |                                              | LIB/NAT                                      | 5                                            | ▼ 1                                          |

- Nota: I 36 seggi in grigio scuro al centro mostrati nel grafico del riepilogo dei seggi del Senato sono dei seggi che, costituzionalmente, non sono soggetti a rinnovo a questo turno elettorale. Poiché infatti i senatori spettanti agli Stati hanno un mandato di sei anni, mentre quelli dei territori di tre, la camera senatoriale è soggetta a rinnovo parziale ogni 3 anni: ad ogni tornata, pertanto, sono rinnovati complessivamente 40 seggi (6 senatori su 12 in ciascuno Stato, nonché i 2 senatori di ciascun Territorio).